# Бурда Владислав Борисович
Бурда́ Владисла́в Бори́сович (нар. 6 березня 1972, Одеса, УРСР, СРСР) — український підприємець, засновник і власник RedHead Family Corporation, засновник і президент громадської організації «Асоціація власників сімейних компаній України» (FBN Ukraine), почесний консул Республіки Словенія в Одесі.

## Біографія і досягнення
Народився в Одесі 6 березня 1972 року. Батько — Борис Бурда, український журналіст, телеведучий, письменник, бард, відомий учасник інтелектуальної гри «Що? Де? Коли?». Мати — Вернікова Белла, поетеса і художниця, історик літератури., доктор філософії Єврейського університету в Єрусалимі, член союзу письменників Ізраїлю
Навчався в спеціалізованій школі № 119 з поглибленим вивченням англійської мови та в Одеському національному університеті імені І. І. Мечникова на факультеті прикладної математики.
У 2011 році закінчив навчання за програмою Executive MBA в Університеті Кеннесоу США
Після закінчення університету в 1994 році заснував компанію «Європродукт», яка була перейменована в 2010 році в RedHead Family Corporation. Мережа дитячих магазинів «Антошка», яка входить до складу корпорації, займає майже 20 % ринку дитячих товарів в Україні і приносить RedHead Family Corporation 65 % прибутку. За оцінками провідних бізнес-видань, «Антошка» — найбільша мережа дитячих магазинів в Україні. Національна дистрибуція RedHead Family Corporation забезпечує 70 % українського ринку дитячого харчування. У 2009 році мережа «Антошка» стала переможцем національного рейтингу України «Вибір року».
Почесний консул Республіки Словенія в Одесі з 2013 року.
У жовтні 2017 року RedHead Family Corporation, за ініціативою Владислава Бурди, анонсувала реставрацію унікальних настінних розписів у магазині компанії «Казка Нова» (Київ), які вважаються шедевром українського декоративного живопису і до цього протягом 15 років були закритими.